# 橿原シネマアーク
橿原シネマアーク（かしはらシネマアーク、1999年7月24日開業 - 2009年4月30日閉館）は、奈良県橿原市にかつて存在した日本の映画館（シネマコンプレックス）である。

## 歴史
1999年1月、近鉄大阪線・橿原線大和八木駅近くの民間駐車場跡地に地上6階建て・鉄筋コンクリート構造のビルを着工。それから半年後の同年7月24日、大和高田市で「高田シネマ1・2」「高田大劇」を手掛けていた宮崎昌明主宰の「大和高田映画」が経営するシネマコンプレックスとして、橿原シネマアークが開業した。開業年には奈良県建築安全課主催による『第4回住みよい施設のまちづくり施設賞』で優秀賞を受賞している。
当館開館前の1998年時点における橿原市の映画館は、1986年4月25日に開店した近鉄百貨店橿原店6階に100席を有していた「ファミリーシアター百人劇場」があるのみで、橿原市民は大和高田市や奈良市まで大作・話題作の鑑賞に足を運ばなければならない状況であった。中南和地方初となるシネコン開業の影響を受け、ファミリーシアター百人劇場は2000年3月31日に閉館。シネマアークが市内唯一の映画館となったが、21世紀に入ると、十市町のツインゲート橿原内に松竹マルチプレックスシアターズ運営のMOVIX橿原（2001年6月27日）、曲川町のダイヤモンドシティ・アルル（現：イオンモール橿原）内にTOHOシネマズ橿原（2004年4月1日）がオープン。2000年時点で人口約12万5千人の橿原市は3サイト・23スクリーンを有するシネコン激戦区となった。
その後大和高田映画は2004年8月に高田シネマを、2006年秋頃に高田大劇を閉館し、自社の経営施設をシネマアークに集約させたが、2006年頃から大幅な赤字に陥り、開館当時約30万人だった年間入場者数は当初の5分の1までに落ち込んだ。シネマアークは2009年4月30日『レッドクリフPartII』（ジョン・ウー監督）の上映を最後に閉館。戦後に存在した橿原市の映画館としては最も短い9年9か月の営業であった。建物はその後解体されて駐車場に戻り、2024年時点の現況も同様である。
当館閉館後の橿原市には先述のMOVIX橿原とTOHOシネマズ橿原の2サイトが残ったが、MOVIXは2014年8月31日をもって撤退。翌2015年12月18日、MOVIX橿原跡地にユナイテッド・シネマ橿原がオープンし、現在に至る。

## 特徴
地上6階建ての建物に5スクリーンを有し、スクリーン1がある1階にチケットカウンターを集約。奇数階にスクリーン、偶数階に映写室が設けられていた。また3D上映に端を発するデジタルシネマ普及前に閉館したため、最後まで35mmフィルム上映を貫いていた。
| SCREEN No. | 所在階 | 座席数 | 車椅子スペース |
| ---------- | ------ | ------ | -------------- |
| 1          | 1階    | 233    | 2              |
| 2          | 3階    | 93     | 2              |
| 3          | 3階    | 172    | 2              |
| 4          | 5階    | 93     | 2              |
| 5          | 5階    | 118    | 2              |